# Barenaked Ladies
A Barenaked Ladies (rövidítve BNL) kanadai alternatív rockegyüttes (a rock mellett jazz és folk hatásokkal). Tagjai: Kevin Hearn, Ed Robertson, Steven Page, Tyler Stewart és Jim Creeggan.

## A kezdetek
1988-ban alakultak Toronto Scarborough nevű külvárosában. Első anyaguk – még hangszalagon – 1989-ben jelent meg, Buck Naked címen; dalait pincékben és hálószobákban rögzítette Steve és Ed. Az 1990-es Barenaked Lunch (ismert még Pink Tape-ként is) című kazettán már Andy és Jim Creeggan is szerepel. A rögzítés sajnos hibásan zajlott, a zene gyorsított tempóban szól azon a néhány (a rajongók körében természetesen igen értékes) másolaton, ami az eredetiről készült.
Miután Andy Ecuadorba utazott, helyét a billentyűknél Tyler Stewart vette át, aki aztán Andy visszatérése után is a zenekarban maradt.
A szélesebb nyilvánosság elé egy „csináld-magad” ministúdióban készített paródiájukkal léptek, miután a felvételt a torontói városi televízió levetítette.
A teljes együttes első kiadványa a Yellow Tape (1991) volt, az első független rockzenei album, ami platinalemez lett Kanadában. A kazettának komoly reklámot csapott June Rowlands akkori polgármester egyik munkatársa, aki levetette a BNL nevét egy a Toronto City Hallban tartott koncert plakátjáról, mert a nők eltárgyiasítását vélte belőle kihallani.
Még ugyanebben az évben elkészítették a Lovers in a Dangerous Time című dal feldolgozását a Bruce Cockburn tiszteletére megjelent Kick at the Darkness című albumra. Ez lett az első Top40-be bejutott daluk Kanadában.

## 1990-es évek
Első albumuk, a Gordon 1992-ben jelent meg, a kiadásához szükséges pénz jó része a Be My Yoko Ono kislemezből jött össze. A lemez két másik ismertebb száma az If I Had $1,000,000, mellyel kapcsolatban különös szokás terjedt el a koncerteken: annál a résznél, ahol a Kraft Dinnerről (egy félkész sajtostészta) esik szó, a közönség a színpadra dob belőle néhány dobozzal; a másik pedig a Brian Wilson, mely a The Beach Boys tagjáról szól (aki maga is játszani szokta a dalt, sőt egy koncertalbumára is felvette).
Második albumukat, a Maybe You Should Drive-ot (1994) nem fogadták olyan kedvezően, mint az elsőt. Andy Creeggan hamarosan kilépett, mivel elkezdte a főiskolát, de döntésében az együttes stílusával kapcsolatos nézetkülönbségek is közrejátszottak. Az 1996-os Born on a Pirate Ship lemezt tehát csak négyen készítették. Népszerűsítésében nagy szerepe volt az Old Apartment című dal Jason Priestley által rendezett klipjének, valamint a Shoebox című számnak, mely rákerült a Jóbarátok sorozat zenéinek válogatásalbumára. A turnéra Kevin Hearnt kérték fel billentyűsnek, aki később állandó tag lett. A koncertkörút két állomásán rögzített anyagokból válogatva állították össze a Rock Spectacle című albumot, melyről a rádiók főleg a Brian Wilson-t játszották.
A következő nagylemez – az USA-ban a mai napig a legnépszerűbb albumuk – az 1998-as Stunt. Közvetlenül az album megjelenése után Kevin Hearnnél leukémiát diagnosztizáltak. Csontvelő átültetésen esett át, több hónapot töltött kórházban. A turné egy részén Chris Brown és Greg Kurstin helyettesítette.
1999-ben a BNL a Little Green Bag című számmal szerepelt Tom Jones Reload című (nagyrészt feldolgozásokat tartalmazó) albumán.

## 2000-es évek
A Maroon (2000) viszonylag nagy példányszámban kelt el. 2001-ben kiadták első válogatásalbumukat (legalábbis a címe ezt sejteti): Disc One: All Their Greatest Hits 1991-2001. A rajta lévő két új szám közül a Thanks, That Was Fun-ról a rajongók úgy gondolták, hogy az együttes feloszlásáról szól, egyrészt a címe („kösz, jó móka volt”), másrészt a klipje miatt, mely korábbi videóikból volt összeollózva (az énekesek szájmozgását azonban a Synchro-Vox technika segítségével a szöveghez igazították).
Bár a 2003-as Everything to Everyone kedvező kritikákat kapott, ez lett a legalacsonyabb példányszámban elkelt albumuk, dalai igen rövid ideig tartották magukat a listákon. A Reprise Records-szal kötött szerződésük ezzel a lemezzel lejárt, következő anyagukat független kiadásban szerették volna megjelentetni, és az internetes eladás is érdekelni kezdte őket. 2004 elején elindították a www.barenakedladies.com oldalt, ahonnan teljes koncerteket lehet letölteni vagy megrendelni cd-n. Legutóbbi albumuk (a Yellow Tape óta az első független kiadású), a Barenaked for the Holidays, mely népszerű ünnepi dalokat (hanuka, karácsony, újév) tartalmaz, szintén elérhető az áruházban.
A BNL 2005 januárjában fejezte be egy revüműsor bemutatórészének felvételeit (munkacíme Barenaked Ladies Variety Show), melyet elsőként a FOX televíziónak ajánlottak fel.
Steven Page írt zenét az idei Stratford Fesztiválon (Stratford, Ontario) bemutatott Shakespeare-mű, az Ahogy tetszik musicalváltozatához, melynek zenéje cd-n is megjelent.
2005. július 2-án a BNL fellépett a Live 8 koncertsorozat barrie-i (Toronto) koncertjén.
2007 október 9-én Robertson megírta, majd az együttes rögzítette az Agymenők szitkom sorozat főcímdalát, a History Of Everything-et, amely után vált igazán jól ismertté a zenekar. A dal címe szándékosan hasonlít Bill Bryson 2003-mas A Short History of Nearly Everything c. ismeretterjesztő könyvének címére, mely a tudomány egyes területeit magyarázza nagyközönség számára.

## Tagok
- Steven Page – ének, gitár
- Ed Robertson – gitár, ének
- Kevin Hearn – billentyűsök, tangóharmonika, gitár, ének
- Jim Creeggan – basszusgitár, nagybőgő, ének
- Tyler Stewart – dob, ének

## Lemezeik

### Nagylemezek
- Gordon (1992)
- Maybe You Should Drive (1994)
- Born on a Pirate Ship (1996)
- Rock Spectacle (1996)
- Stunt (1998)
- Maroon (2000)
- Disc One: All Their Greatest Hits 1991-2001 (2001)
- Everything to Everyone (2003)
- Barenaked for the Holidays (2004)

### Kislemezek
| Év   | Cím                                 | Erről az albumról                             |
| ---- | ----------------------------------- | --------------------------------------------- |
| 1992 | Enid                                | Gordon                                        |
|      | Brian Wilson                        | Gordon                                        |
|      | What a Good Boy                     | Gordon                                        |
| 1993 | Be My Yoko Ono                      | Gordon                                        |
|      | If I Had $1,000,000                 | Gordon                                        |
| 1994 | Jane                                | Maybe You Should Drive                        |
| 1995 | Alternative Girlfriend              | Maybe You Should Drive                        |
|      | A                                   | Maybe You Should Drive                        |
| 1996 | Shoe Box (EP)                       | Born on a Pirate Ship és Friends (soundtrack) |
|      | Grim Grinning Ghosts                | Disney's Music from The Park                  |
| 1997 | The Old Apartment                   | Born on a Pirate Ship                         |
|      | Brian Wilson                        | Rock Spectacle                                |
| 1998 | One Week                            | Stunt                                         |
|      | It's All Been Done                  | Stunt                                         |
| 1999 | Alcohol                             | Stunt                                         |
|      | Call and Answer                     | Stunt és Ed TV (soundtrack)                   |
| 2000 | Pinch Me                            | Maroon                                        |
|      | Too Little Too Late                 | Maroon                                        |
| 2001 | Falling for the First Time          | Maroon                                        |
|      | Thanks That Was Fun                 | Disc One: All Their Greatest Hits             |
| 2002 | It's Only Me                        | Disc One: All Their Greatest Hits             |
| 2003 | Another Postcard                    | Everything to Everyone                        |
| 2004 | Maybe Katie (csak Kanada)           | Everything to Everyone                        |
|      | Testing 123                         | Everything to Everyone                        |
|      | Celebrity (csak Egyesült Királyság) | Everything to Everyone                        |
|      | War on Drugs                        | Everything to Everyone                        |
|      | For You                             | Everything to Everyone                        |
|      | God Rest Ye Merry Gentlemen         | Barenaked for the Holidays                    |
|      | Christmastime (Oh Yeah)             | Barenaked for the Holidays                    |

## DVD-k
- Too Little Too Late (2001) – DVD kislemez
- Barenaked in America (2002) – Jason Priestley 1998-as dokumentumfilmje és a Stunt Tour Film
- Barelaked Nadies (2002) – addigi (majdnem) összes klipjük, kommentárok, koncertfelvételek, egyes dalok karaoke céljára is használhatók
- The Barenaked Truth (2005) – dokumentumfilm és interjú (2001)

## jegyzetek
1. ↑  The Big Bang Theory Wiki - Wikia: http://bigbangtheory.wikia.com/wiki/The_History_of_Everything